# Otto Nagel

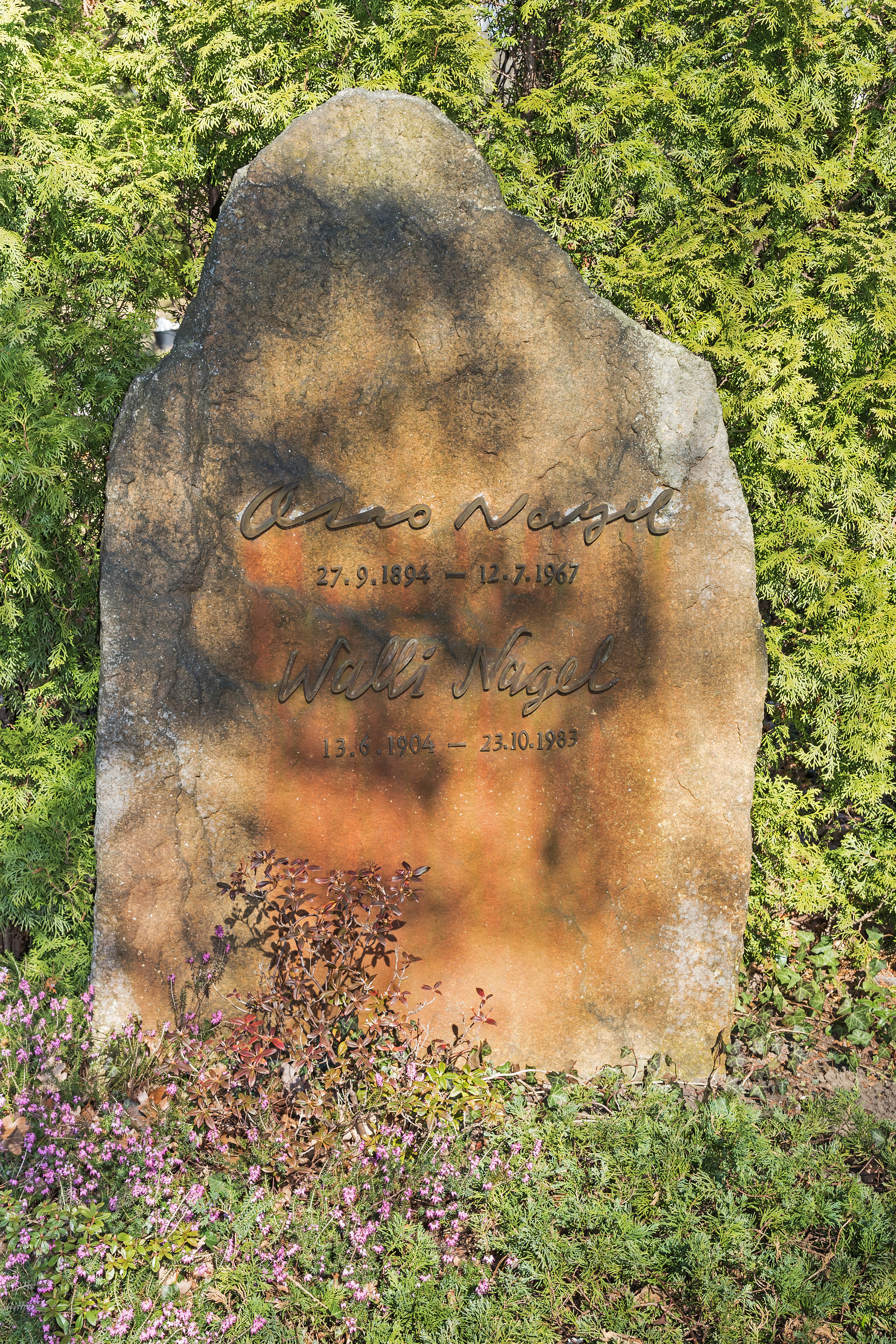
Grobowiec na Zentralfriedhof Friedrichsfelde w Berlimie

Otto Nagel (ur. 27 września 1894 w Wedding, zm. 12 lipca 1967 w Berlin-Biesdorf) – niemiecki malarz, rysownik, prezes Niemieckiej Akademii Sztuk w NRD w latach 1956–1962.
Odznaczony m.in. Złotym Orderem Zasługi dla Ojczyzny.